# Lady at Midnight
Lady at Midnight é um filme de mistério estadunidense dirigido por Sam Newfield e estrelado por Richard Denning, Frances Rafferty e Claudia Drake. Foi lançado em 15 de agosto de 1948 pela Eagle-Lion Films, embora tenha sido filmado no Universal Studios.

## Elenco
- Richard Denning como Peter Wiggins
- Frances Rafferty como Ellen McPhail Wiggins
- Lora Lee Michel como Tina Wiggins
- Ralph Dunn como Al Garrity
- Nana Bryant como Lydia Forsythe
- Jackie Searl como Freddy Forsythe
- Harlan Warde como Ross Atherton
- Claudia Drake como Carolyn 'Sugar' Gold
- Ben Welden como Willie Gold
- Rodney Bell como Joe Kelly, colega de trabalho de Pete
- Ben Erway como Dr. Adams
- William Gould como chefe de polícia Mulhare
- Sid Melton como Benny Muscle
- Lee Roberts como detetive de polícia
- Pierre Watkin como John Featherstone